# رایادورگام
رایادورگام (به انگلیسی: Rayadurgam) یک منطقهٔ مسکونی در هند است که در بخش انانتپور واقع شده‌است. رایادورگام ۵۰٫۰۰ کیلومتر مربع مساحت و ۶۱٬۷۴۹ نفر جمعیت دارد و ۵۴۳ متر بالاتر از سطح دریا واقع شده‌است.